# مد إيراني
المد الإيراني، مصطلح سياسي ظهر فعلياً إلى  الوجود بعد الثورة الإيرانية عام 1979.. حيث تميزت هذه الثورة، بوصول رجال الدين المحافظين إلى السلطة في إيران، وإزالة نظام الشاه.
اتبع القادمون الجدد بعد توليهم السلطة، سياسة تصدير الثورة إلى خارج حدود الدولة الإيرانية عن طريق استنهاض الروح الطائفية عند شيعة العراق والبحرين، بالإضافة إلى الأقليات الشيعية في باقي دول الخليج العربي، واليمن، والترويج إلى فكرة أن الطائفة هي الأساس، وليس القومية التي يتبعونها، والدعوة إلى ولاية الفقيه، وحفز ولائهم لإيران بطريقة غير مباشرة، و كون إيران الدولة الإسلامية الشيعية الوحيدة، والاستفادة من التضييق والاضطهاد الذي يتعرض له الشيعة في عدة دول عربية.

## تصريحات الخميني
شغل المشروع الإيراني، مفكري الأمة العربية والإسلامية، منذ صرح الخميني بعيد انتصار ثورته على الشاه ونظامه، إذ قال بمناسبة الذكرى السنوية الأولى لانتصار ثورته عام 1980م: (إننا نعمل على تصدير ثورتنا إلى مختلف أنحاء العالَم).
وعندما نشبت الحرب بين العراق ، وإيران، توقف مشروع تصدير (الثورة الخمينية) مدة من الزمن، ولكن خليفة الخميني وأركان نظامه، لم ينسوا تصريح إمامهم، بل بذلوا جهودهم في بلورة مشروعهم، وقدموا أقصى ما لديهم من إمكانات مادية ودينية من أجل غزو الوطن العربي، والعالم الإسلامي بذلك المشروع.

## جذور المد الإيراني
بدأ النظام الإيراني نشاطه الذي أطلق عليه تعبير «تصدير الثورة» بتشكيل خلايا داخل تلك الدول، لإحداث البلبلة فيها والاستفادة من البعد الطائفي ما أمكن، لتحقيق المرامي السياسية، والذي يصفه البعض بإحياء أمجاد الدولة الصفوية المبنية أساساً على التفوق العرقي الفارسي على العربي.
كانت الحرب الإيرانية العرقية واحدة من أهم نتائج تصدير الثورة والتي اعتبرها العراق تخريبًا خطيرًا لبنيته الاجتماعية، لما في المد الإيراني من بعد طائفي خطير، أظهر على السطح ظواهر لم تعرفها المجتمعات العربية قبلاً، كتعبير (السني والشيعي) وانتشار أفكار دينية جديدة، ذات طابع قومي فارسي حتى لدى الشيعة العرب.
لم يكن للمد الإيراني أثر قوي في عهد الرئيس العراقي صدام حسين، حيث إنّ عراق صدام، شكلت عملياً جداراً قوياً في طريق هذا المد.
إلا أن هذا لم يمنع إيران، من الوصول إلى مناطق داخل العمق العربي، عن طريق إنشاء ما يسمى حزب الله في لبنان، وسيطرة مريديها على سياسة هذا الحزب، وبروز الخلل الطائفي بين المسلمين في لبنان، بعد أن كانت معدومة تماماً.
واستمرت أيضاً في دعم أحزابٍ شيعية بحتة، تنادي بسيادة الطائفة الشيعية كحزب الدعوة في العراق، وحزب الله الحجاز في السعودية، والذي يعمل كذراع إيران في المنطقة الشرقية، بالإضافة إلى إثارة القلاقل الطائفية داخل البحرين والكويت.
ظل هذا النشاط محدوداً حتى العام 1990 الذي دخل فيه العراق الكويت وبدأ عملية عاصفة الصحراء مما أثر على البنية العسكرية العراقية بشكل كبير، ثم فرض حصار اقتصادي شديد، أضعف من قدرات العراق في مواجهة المد الإيراني.
- استغلت الولايات المتحدة في سياستها، البعد الطائفي لدى شيعة العراق لتقويض النظام العراقي، ورفع مستوى التعاون مع إيران، لتحقيق مشروعها بعزل العراق وتغير نظامه السياسي.
- ومما لا شك فيه، أن التدخل العسكري الإيراني عام 1991، لصالح القوات الأمريكية في العراق، والذي كان عن طريق إقحام عشرات الألوف من المليشيا المسماة بقوات بدر إلى العراق، قد أثر على سلامة الأمن العراقي تأثيراً شديدًا، وزاد من التوتر الطائفي، خصوصاً بعد ردة الفعل العنيفة للجيش العراقي لإخماد الفوضى التي سببتها قوات بدر.
- استعانت الولايات المتحدة بالنفوذ الإيراني الطائفي أيضاً في أفغانستان عام 2001. وتوج التعاون الأمريكي الإيراني عندما قامت الولايات المتحدة وبريطانيا بغزو العراق وإسقاط النظام السياسي العراقي القائم؛ إذ كانت الولايات المتحدة قد جندت البعد الطائفي مستغلة النفوذ الإيراني على الطائفة الشيعية والتي تعاونت مع أمريكا وحليفتها بريطانيا حتى بعد الاحتلال وسقوط بغداد وذلك بوضع النظام السياسي الجديد ولإضفاء الشرعية على الاحتلال بحكم أنهم عراقيون.
- جلب الاحتلال الأمريكي نظامًا شيعيًّا موالياً بالكامل لإيران حيث بدأت أعمال تصفية واسعة للطائفة السنية من أركان الدولة العراقية، فبدأت إيران بتشكيل مليشيا موالية لها كمليشيا الحشد الشعبي، وخلق زعامات ومرجعيات قادت هذه المليشيا لتصفية وإقصاء السنة وتفريغ مناطق واسعة وخصوصاً في بغداد من الوجود السني عن طريق القتل على الهوية وتدمير المنازل والتهجير القسري عن طريق جيش المهدي وفيلق بدر وقوات المغاوير في وزارة الداخلية التي كان يشرف عليها باقر جبر الزبيدي. وتدعم إيران وبقوة فكرة تقسيم العراق لفديراليات كنواة لاحتلال كلي بحيث يصبح الجنوب العراقي شبه دول شيعية سيكون لإيران فيها السيادة الحقيقية.
- بعد سقوط النظام العراقي، وبروز النفوذ الإيراني في العراق، امتد أثر ذلك إلى بقية دول الخليج العربي، حيث بدأ صوت الشيعة هناك يعلو لدرجة الدعوة إلى الانفصال في مناطقهم خصوصاً في البحرين، والمنطقة الشرقية من السعودية، التي تسكنها أقلية شيعية، بالإضافة إلى تزايد نفوذ حزب الله في لبنان والذي بدا كأنه يمثل ذراعاً لإيران في المنطقة.
- ومن أشد المظاهر وضوحًا للمد الإيراني ظهور ما يسمى الفضائيات الشيعية التي لم يكن لها وجود يذكر قبل الاحتلال الأمريكي للعراق والذي يشكل ظاهرة خطيرة جدًّا لوحدة الدول العربية وسيادتها. الأمر الذي يوضح حجم هذا النفوذ الإيراني على الطائفة الشيعية.

## الاستراتيجية الإيرانية تجاه العراق
لاشك أن لإيران اهدافًا ومصالح إستراتيجية في المنطقة بشكل عام وفي العراق على نحو خاص، باعتبار كون العراق المنافس التقليدي لإيران في المنطقة وحائط الصد الذي لعب أدواراً مهمة في السابق للتصدي للتغلغل الإيراني في الخليج وفي دوائر الأمن القومي العربي، وذلك ضمن مشروع استراتيجي إيراني، له من المحددات والأهداف والأدوات ما يساعده على تحقيق أهدافه
مع الاحتلال الأمريكي للعراق في 2003، وما أحدثه من تغيير في المعادلة السياسية الداخلية في العراق، لصالح القوى الشيعية وعلى حساب السنة التي ظلت لعقود طويلة، المتحكم الأساسي في الأوضاع السياسية في العراق، وما ارتبط بذلك من فتح المجال العراقي لدخول قوى إقليمية عديدة، على رأسها إيران، تحاول تحقيق أجنداتها الخاصة مستعينة في سبيل تحقيق ذلك، ببعض الكتل العراقية الجديدة التي تعاظم دورها بعد إسقاط نظام صدام حسين
ويمكن القول، إن حدوث الثورة الإسلامية في إيران عام 1979 كانت نقطة تحول جديدة في التوجهات الإيرانية نحو دول الجوار بشكل عام ونحو العراق على نحو خاص، من خلال مبدأ تصدير الثورة والتأكيد علي فارسية الخليج، وما تبع ذلك من مرحلة جديدة من مراحل الصراع الإيراني علي العراق والذي وصل الي أشده في الفترة من 1980-1988 
هذه الفترة من فترات الصراع كانت بداية لتأسيس بعض الأدوات الإيرانية، من خلال مؤسسات سياسية وعسكرية للتحرك لتنفيذ أهداف الثورة، والعمل على تصديرها إلى العراق وباقي دول الخليج من خلال قلب أنظمة الحكم وتشكيل أنظمة جديدة تدور في فلك إيران وتدين بالولاء والطاعة لسلطة الولي الفقيه، وفي هذا الإطار تم تأسيس ما يعرف بالحرس الثوري الإيراني وفيلق بدر واللذان لعبا دوراً مهماً في إدارة الصراع الإيراني مع العراق خاصة بعد عام 1991 من خلال إدخال الآلاف من المنتمين إلى الحرس الثوري الي العراق، ومحاولة تجنيد بعض العراقيين للعمل في فيلق بدر وغيره في محافظات البصرة وميسان وواسط وذي قار، وهذه العناصر استطاعت أن تقوم بعدد كبير من العمليات العسكرية كالقتل وتخريب الدوائر الحكومية
ومما لاشك فيه أن الاحتلال الأمريكي للعراق في عام 2003 وما تبعه من تداعيات علي هيكل وبنية الدولة العراقية، قد أفسح المجال للحركة الإيرانية في العراق على نحو غير مسبوق مقارنة بكل الفترات السابقة للاحتلال.

### العراق قلب الاستراتيجية الإيرانية
يمثل العراق قلب الاستراتيجية الإيرانية ومحور الحركة الإيرانية الخارجية لأسباب كثيرة أهمها ما يلي:
1. وجود تصورات إيرانية بأن العراق، هو جزء من الامتداد التاريخي والجغرافي والمذهبي لإيران، وبالتالي اعتبار العراق إقليمًا إيرانيًّا، وليس دولة مستقلة، ونشير إلى تصريح أبو الحسن بني صدر أول رئيس إيراني بعد الثورة الإيرانية الذي قال فيه: (إن العراق عبر التاريخ كان جزءاً من فارس، وإن آثار طاق كسري مازالت موجودة قرب بغداد حتى الآن)، وما ذكره رئيس أركان الجيش الإيراني فيروز آبادي: (بأن الخليج والمنطقة كانت دائماً ملكاً لإيران وأن نفط الخليج يقع في مناطق فارسية).
2. اعتبار إيران أن العراق، بوابة العبور والسيطرة على باقي دول الخليج ومن ثم بقية العالم العربي، لنشر فكر الثورة الإيرانية، علاوة على أن بقاء العراق بعيداً عن السيطرة الإيرانية يعني عزل إيران عن أماكن الوجود الشيعي في كل من سوريا، وجنوب لبنان.
3. المراهنة الإيرانية المستمرة على أن شيعة العراق هم أكثر ولاءً لإيران، وأكثر تجاوباً مع توجهاتها الإيديولوجية والمصلحية من ولائهم لحكوماتهم الوطنية، وكذلك المراهنة علي أن وجود الحوزة الدينية في النجف سيسهل من فرص اندماج وتبعية حوزة النجف إلي حوزة قم، وبالتالي الاستفادة من نفوذها الديني في تصدير فتاوى وقرارات تخدم المصلحة الإيرانية.
4. إيلاء إيران أهمية خاصة لمدينة النجف الأشرف وكربلاء، واعتبار أن سيطرة إيران على هذه المدينة وتحويلها إلى قبلة للشيعة في العالم يسمح لإيران بمزيد من النفوذ لدى الطوائف الشيعية الأخرى المنتشرة في بعض الدول.
5. تصور إيران بأن العراق هو الحجر العثرة الأساسي أمام امتداد النفوذ الإيراني الي الخليج الذي يدين بعض سكانه بالمذهب الشيعي، ووضح ذلك جلياً خلال الفترات التي تكون فيها الدولة العراقية قوية اقتصادياً، وعسكرياً.
6. اعتبار إيران أن الخطر الواقع عليها من الحكام الوهابيين، أو ذوي الأصول السنية، هو أكثر بكثير من الخطر الذي يواجهها من الشرق والغرب، واعتبارها أن أهل السنة، هم الأعداء الحقيقيين للمذهب.

### سبل تحقيق الاستراتيجية
ولتحقيق إيران استراتيجيتها في الخليج العربي، خصوصًاالعراق، استخدمت عدة ادوات في العراق أهمها احتواء شيعة العراق عن طريق:
1. احتواء القيادات والتيارات الشيعية المتنافسة: ويسيطر اليوم على الشارع الشيعي في العراق عدة مرجعيات وتيارات أهمها: مرجعية علي السيستاني، والتيار الصدري الذي يقوده مقتدى الصدر، وجماعة المجلس الأعلى للثورة الإسلامية بزعامة عبدالعزيزالحكيم، وبدرجة أقل حزب الدعوة بفروعه المختلفة، وهناك تيار آخر مدعوم من إيران يعمل بصمت داخل مدن الجنوب وبعيداً عن الضجة الإعلامية كما يمارسها الآخرون وهو تيار المرجع (المدرِّسي) الذي يقود ما يعرف بـ (منظمة العمل الإسلامي) وهذه المنظمة أكثر قوة وتنظيماً، وتمتلك الشرعية الدينية الشيعية التي تؤهلها أن تكون مرجعية دينية قوية مدعومة بمليارات إيران. ولا شك أن السياسة الإيرانية في العموم تقوم على احتواء التيارات الشيعية كلها، والتعامل مع كل فصيل وشخصية قيادية تبرز على الساحة لحصد أي نجاح يحققه أي طرف شيعي. ويبقى التعامل مع هذا الفصيل أو ذاك مرتبطاً إلى حد بعيد بالتداخلات المختلفة داخل الساحة الإيرانية والخلافات بين المحافظين والإصلاحيين، وبقدرة هذا الفصيل على تحقيق الهدف الشيعي بهيمنتهم على أوضاع العراق. ولعل موقف إيران من مقتدى الصدر وحركته يوضح لنا جانباً كبيراً من طبيعة الدور الذي تقوم به إيران في احتواء الشيعة العراقيين؛ فهناك تياران داخل القيادة الإيرانية حول الموقف من العراق: الأول: يقوده الزعيم الإيراني علي خامنئي ويدعمه الرئيس السابق هاشمي (رفسنجاني) ويدعم هذا التيار الزعيم الشيعي الشاب مقتدى الصدر. ويقود التيار الثاني الرئيس محمد خاتمي والإصلاحيون، وهو يرفض التعامل والتعاون مع مقتدى الصدر إلى حد أن خاتمي رفض استقباله لدى زيارته إلى طهران، كما أن هذا التيار يفضل دعم المرجع علي السيستاني والقيادات والقوى العراقية المؤيدة للتعاون السلمي مع الأمريكيين والبريطانيين على أساس أن ذلك يشكل أفضل ضمانة لحصول الشيعة العراقيين على مطالبهم، وعلى حصة كبيرة في تركيبة الحكم الجديدة.[7]
2. تسلل المخابرات الإيرانية إلى العراق: كانت الأداة الرئيسية لإيران في تنفيذ استراتيجيتها للمخابرات الإيرانية ونتيجة التنسيق الأميركي ـ الإيراني دخلت المخابرات الإيرانية إلى العراق. ونتيجة أبوتها للتنظيمات السياسية المذهبية تسلَّلت إلى مجلس الحكم الانتقالي. وتشير تقارير صحفية إلى أن جهاز مخابرات فيلق القدس الإيراني ومخابرات الحرس الثوري الإيراني يقومان بالدور الأخطر على صعيد أجهزة الاستخبارات داخل العراق، ولعل الكشف عن الدور المزدوج لأحمد الجلبي وعلاقته الطويلة مع المخابرات الإيرانية يوضح إلى أي حد وصل الدور الذي مارسته المخابرات الإيرانية على الساحة العراقية. وتشير معلومات صحفية مؤكدة إلى افتتاح 18 مكتباً للاستخبارات الإيرانية تحت مسميات مختلفة أبرزها الجمعيات الخيرية لمساعدة الفقراء، وتوزيع المال والأدوية والمواد الغذائية، وترتيب الانتقال إلى العتبات المقدسة وضمن ميزانية تتجاوز مئة مليون دولار. وضمن المخطط الإيراني شراء ولاء رجال دين أغلبهم شيعة وأقلية سنية رصد فيه مبلغ 5 ملايين دولار سنوياً للترويج والدفاع عن إيران، وتجميل صورة مواقفها في الشارع العراقي وأحياناً عبر المنابر. وفي المعلومات الاستخباراتية أن إيران استأجرت واشترت 5700 وحدة سكنية من البيوت والشقق والغرف في مختلف أنحاء العراق، خاصة في النجف، وكربلاء ليسكن فيها رجال الاستخبارات الإيرانية ورجال فيلق القدس الاستخباراتي. ولعل تصريح مدير المخابرات العراقية الحالي، اللواء محمد الشهواني، من أنه لم يتمكن من فتح فرع للمخابرات الحكومية العراقية في المحافظات الجنوبية لأن المخابرات الإيرانية لا تسمح بذلك! خير دليل على حجم التغلغل المخابراتي الإيراني في العراق.
3. تدفق الأفراد والأموال على العراق: ويشير حجم المساعدات النقدية الإيرانية المدفوعة إلى مقتدى الصدر وحده عدا التيارات الأخرى خلال الأشهر الأخيرة أنها تجاوز سقف 80 مليون دولار، إلى جانب تدريب رجاله، وإرسال معونات إنسانية شملت الغذاء والأدوية والمعدات والأثاث. ومثال على ذلك ما ذكرته صحيفة (جمهوري إسلامي) الإيرانية أن إمام جمعة شيراز الشيخ الحائري الشيرازي أرسل 150 حاجاً على حسابه إلى العتبات المقدسة الشيعية وإلى كربلاء، وسيراً على الأقدام بناء على طلبهم. وهذا الاندفاع البشري الإيراني نحو العراق بحيث وصل عددهم إلى مئات الآلاف، كما قامت بلديات إيرانية عديدة أبرزها بلدية طهران بدور كبير في تولي الخدمات في الأماكن المقدسة كالنظافة والتشجير وزرع شتول الزهور، ورش المياه عبر صهاريج قادمة من إيران وعمالة إيرانية يساعدها عمال عراقيون موظفون تدفع لهم بلدية طهران أجورهم. ومؤسسة الأوقاف وهي مؤسسة غير رسمية أخذت على عاتقها تأمين كل المصاحف الإيرانية وكتب الأدعية المطلوبة للعتبات المقدسة الشيعية، وكل مؤسسة أهلية تقدم للعراق في هذه المناسبة عطاء أو مساعدة تعتبر جزءاً من ميزانيتها الخاصة. هذا فضلاً عن حضور الآلاف من الإيرانيين للتطوع لطهي الطعام وتوزيع المياه أو العصائر أو التنظيف في العتبات المقدسة، وأخيراً الخبز الإيراني الساخن وجبة تقدم لزوار العتبات.. ونتيجة للضوء الأخضر (الأميركي ـ البريطاني) اكتظَّت الأسواق وغرف التجارة العراقية بالتجار الإيرانيين، ومنه تسلَّلت إلى أجهزة المافيات (سرقة ونهب) بدون النظر إلى عرقها أو مذهبها؛ إذ تشاركت الأحزاب الكردية مع الأحزاب السياسية الشيعية (فيلق بدر وجماعات البرازاني والطالباني) في نهب كل ما طالته أيديهم وباعوه إلى التجار الإيرانيين، وقد وصف أحد العراقيين الدور الإيراني في العراق قائلاً: خرجت إيران ـ بعد احتلال العراق ـ بأكبر حصة من وليمة ذبح الدولة العراقية بما فيها مخلفات الجيش العراقي التي تبرع الحكيم بنقلها إلى إيران.
4. السيطرة الإعلامية من خلال الصحف التي تمولها وقنوات البث الفضائي والأرضي؛ فقد قامت شركة التلفزيون الرسمية في إيران بافتتاح قناة فضائية على غرار قناة الجزيرة القطرية باسم (العالم) تبث باللغة العربية من محطات تقوية على طول الحدود العراقية لكسب تأييد العراقيين، وكان لها دور هام خلال الغزو الأميركي للعراق حين توقف البث العراقي وبقيت قناة العالم تبث لسائر المدن العراقية ومنها يستقي العراقيون أخبارهم وتحليلاتهم (لعدم وجود استلام فضائي آنذاك لدى العراقيين) كما أن إيران دعمت إنشاء محطات تلفزيون فضائية موالية لها (مثل الفرات والفيحاء والأنوار) والعشرات من محطات الإذاعة المحلية، وتتحدث تقارير صحفية عن وجود 300 إعلامي إيراني بشكل دائم في العراق.. ولا يوجد أدنى شك في أن الهدف الإيراني في دعم العناصر الموالية له في العراق ماليًّا وسياسيًّا بل وحتى مخابراتياً وعسكريًّا، قد تحقق حتى الآن واستقوت تلك العناصر بذلك الدعم وساهمت في مجلس الحكم الانتقالي الذي عينته سلطات الاحتلال في العراق (عبد العزيز الحكيم وإبراهيم الجعفري وعز الدين سليم ومحمد بحر العلوم وعبد الكريم المحمداوي) وترمي إيران إلى تهيئة الظروف السياسية من خلال مجموعات تلبس العباءة العراقية لتحقق أهدافها بالإنابة عبر التنسيق مع سلطات الاحتلال الأمريكية - البريطانية

## إيران وأمريكا
حيث انهارت مؤسسات الدولة بالكامل، والتي تعاونت مع أمريكا وحليفته بريطانيا حتى بعد الاحتلال وسقوط بغداد، كمثل جيش المهدي وفيلق بدر وقوات المغاوير في وزارة الداخلية التي كان يشرف عليها بيان جبر صولاغ والتي هي عناصر أصلاً من قوات بدر انطوت في صفوف الشرطة.
وفي الحقيقة تشير الكثير من المصادر أن التعاون الأمريكي الإيراني بدا في مرحلة مبكرة مع رجال الثورة الإيرانية وقبل قيامها، وفي نهاية الأمر جميع الدبلوماسيين تم الإفراج عنهم. وعلى جميع الأحوال فان حقيقة الدعم الأمريكي الإسرائيلي لإيران خلال الحرب ضد العراق لا يمكن إخفائها بعد كشف ما سمي إيران جايت أو إيران - كونترا إبان رئاسة رونالد ريجان. وبالنسبة للسياسة الأمريكية فأن وصول قيادة ذات أفكار دينية وقومية متطرفة تجاه العرب في إيران يخدم المصالح الأمريكية في منطقة الشرق الأوسط أكثر من نظام علماني ليس له توجهات عدائية تجاه العرب كنظام الشاه.
فالإشارات العدائية الإيرانية تجاة العرب بدأت مبكراً حين وجه خميني رسالة تهديد لحاكم البحرين الأمير عيسى بن سلمان آل خليفة يتهمه فيه بإساءة معاملة شعبة، ويقصد بذلك الشيعة منهم، الأمر الذي أثار غضب الرئيس العراقي صدام حسين الذي اعتبره تدخلاً سافراً في شؤون البحرين لا يمكن قبوله، وكان ذلك بداية الحرب الباردة بين البلدين تحول إلى حرب مدمرة استمرت ثمانية سنوات.

## الدور الإيراني في العراق بعد الاحتلال الأمريكي
يمكن القول أن فترة ما بعد الاحتلال الأمريكي للعراق كانت فترة التطبيق العملي لكافة الاهداف والاستراتيجيات التي رسمها قادة الفكر في إيران وقادة صنع القرار بخصوص تصدير الثورة والسيطرة علي العراق، حيث استطاعت إيران خلال هذه المرحلة ومن خلال الطابور الخامس الإيراني والمشكل من إيرانيين متواجدين في العراق بصورة شرعية وغير شرعية، ومن عراقيين موالين لها، ومن المنظمات المسلحة مثل فيلق القدس وفيلق بدر، بالإضافة الي عدد كبير من المنظمات العاملة في مجالات مختلفة

### الدور الإيراني في التحالف مع أمريكا لاسقاط نظام صدام حسين
لقد لعبت الحكومة الإيرانية دوراً محوريا في الإعداد لغزو العراق بالتعاون والتنسيق مع الولايات المتحدة رغم الخلافات المعلنة بين واشنطن وطهران بشأن العديد من القضايا الإقليمية والتسليحية والسياسية ومنها اتهام واشنطن للحكومة الإيرانية بدعم الإرهاب والسعي لامتلاك أسلحة الدمار الشامل والأطماع الإقليمية، غير أن إيران وجدت في الحملة الأمريكية لتغيير نظام حكم الرئيس صدام حسين تحقيقا لهدف مركزي في السياسة الإيرانية حدده الزعيم الإيراني الراحل الخميني الذي قال انه تجرع السم بقبوله قرار مجلس الأمن لإنهاء حرب السنوات الثماني مع العراق عام 1988 الذي يحتفل به العراقيون انتصارا على إيران، فقد سمحت إيران بمشاركة فصيل معارضة رئيسي مقره العاصمة الإيرانية، المجلس الأعلى للثورة الإسلامية في العراق بقيادة عائلة الحكيم، كانت قد شكلته المخابرات الإيرانية عام 1982 وقدمت له الدعم المالي والعسكري والسياسي، بل أن طهران استضافت لقاءات بين قادة الأكراد العراقيين، مسعود البارزاني وجلال الطالباني ورئيس المؤتمر الوطني العراقي احمد الجلبي مع قادة المجلس الأعلى محمد باقر الحكيم وشقيقه عبد العزيز الحكيم الذي شارك في الاجتماعات الرباعية والسداسية مع الإدارة الأمريكية والمخابرات الأمريكية عامي 2002 و2003 في واشنطن وبريطانيا للتخطيط والاتفاق على الأدوار والمهام الموكلة لكل طرف من الأطراف الأربعة/ الستة: المجلس الأعلى والمؤتمر الوطني والفصيلين الكرديين وحركة الوفاق بقيادة أياد علاوي، رئيس الوزراء المؤقت الحالي. وكان الجلبي حلقة الوصل الرئيسية بين الإدارة الأمريكية وبالتحديد وزارة الدفاع ووكالة المخابرات المركزية الأمريكية والحكومة الإيرانية لتنسيق الجهود ضد حكم الرئيس صدام حسين، وقد تمكن من جمع المتناقضين سياسيا واستراتيجيا، الأكراد الساعين إلى جمهورية مستقلة والشيعة المرتبطين بإيران الباحثين عن دولة شيعية تشكل امتدادا لإيران، وهو الهدف الذي تعارضه واشنطن ودول المنطقة والعلمانيون من ليبراليين وشيوعيين ومستقلين. وكان انضمام المجلس الأعلى جوهريا لإكمال الخطط الأمريكية وحاسما في اتخاذ قرار الحرب والاحتلال إذ أن المجلس الأعلى التزم بتحييد القطاع الشيعي من الشعب العراقي وبالمساهمة المباشرة عسكريا وسياسيا في إنجاح المخطط الأمريكي، وكنت قد أجريت لقاء صحفيا في شهر أكتوبر 2002، مع السيد محمد باقر الحكيم، رئيس المجلس الأعلى، وكان في مدينة قم الإيرانية، أكد فيه أن المجلس الأعلى بعث بألفين وخمسمائة فرد من أفراد لواء بدر، التابع للمجلس، إلى شمال العراق للانطلاق مع قوات البشمركة، الميليشيا الكردية، التابعة للكردي جلال الطالباني، في جبهة من منطقة السليمانية ضد القوات العراقية.
وحالما احتلت القوات الأمريكية- البريطانية العراق في أبريل 2003، دخلت قوات بدر من إيران وشمال العراق بينما بعثت إيران بالآلاف من عناصر الحرس الثوري والمخابرات الإيرانية إلى العراق من الوسط والجنوب لينتشروا في البلاد تحقيقا لثلاثة أهداف رئيسية: دعم التيار الشيعي الإيراني في العراق (المجلس الأعلى بقيادة الحكيم ومكانة السيستاني والدعوة بقيادة إبراهيم الجعفري والعمل الإسلامي بقيادة محمد تقي مدرسي)، وإضعاف التيار الشيعي العربي العراقي (مجموعة مقتدى الصدر) وترسيخ وجود مخابراتي إيراني في العراق مما يضمن ترسيخ الأهداف الإيرانية والتأثير في التطورات السياسية بالتوافق مع تلك الأهداف، والتخلص من العناصر المعارضة للمشروع الإيراني

### الادوات السياسية والأمنية
استخدمت إيران عدداً من الادوات السياسية والامنية للنفوذ الي الواقع العراقي ووضح ذلك من خلال عدم اعتراض إيران أو إعاقتها للخطط الأمريكية الرامية لضرب العراق وإسقاط نظامه، نظراً لتوافق ذلك مع الهدف الإيراني في ذلك الوقت، والذي يتمثل في تدمير العراق وإزاحة النظام القومي العربي، وخلق نظام جديد يسهل الحركة الإيرانية، وكذلك قيام إيران بعد الاحتلال الأمريكي للعراق بتصفية وقتل المئات من الضباط والطيارين ورجال المخابرات والعلماء العراقيين، ومطاردة وإزاحة القوى العراقية القومية والإسلامية المعادية للتوجه الإيراني، مع تقديم الدعم المالي والمخابراتي للقوى المؤيدة لها خاصة حزب الدعوة والمجلس الأعلى للثورة الإسلامية 
بالإضافة الي محاولة خلخلة الاوضاع السياسية في العراق، والعمل علي إضعاف حكوماته تمهيداً لخلق قيادة سياسية ضعيفة تدين بالولاء والطاعة لإيران، الأمر الذي يسهل لها تحقيق مصالحها بأقل تكلفة ممكنه، ونشير إلي تصريح قائد فيلق القدس الإيراني قاسم سليماني الذي قال فيه «أن بلاده حاضرة في الجنوب اللبناني وفي العراق وأن هذين البلدين يخضعان بشكل أو بأخر لإرادة طهران وأفكارها»، كما عملت إيران علي الضغط علي الحكومات العراقية المتتالية من أجل تقديم تنازلات مرتبطة بالحدود المشتركة، وفي هذا الإطار استطاعت إيران انتزاع موافقة العراق علي اتفاقية الجزائر عام 1975 التي تحدد الحدود الفاصلة بين البلدين، كما استطاعت ايضاً انتزاع موافقة الحكومة العراقية التي تشكلت بعد الاحتلال الأمريكي علي إعلان مسئوليتها في شن الحرب علي إيران في عام 1980، ومما يستتبع ذلك من آثار قانونية خاصة بالتعويضات وما إلي غير ذلك
كما تم وضع عنوان للتحرك الإيراني تجاه العراق يخالف حقيقة نواياها، من خلال اختراق منظومة القيادة العراقية من خلال تقديم الاستشارات للمتحكمين في النظام السياسي حول بعض القضايا والمشكلات العراقية السياسية والاقتصادية، وتكثيف الحوار والاتصالات معهم، علاوة علي محاولة إيران التأثير علي الواقع الديموغرافي في العراق وتغيير الوزن النسبي لبعض مكونات الشعب العراقي خاصة من الشيعة، وذلك من خلال الضغط علي الحكومة العراقية لإعطاء الجنسية العراقية الي عدد كبير من الإيرانيين الموجودين في العراق والذين يقدر البعض عددهم ب 2.5 مليون تقريباً
كما عملت إيران علي خلق حالة من الشك والريبة في العلاقة ما بين القيادات السياسية في العراق وعلماء الدين السنه، من خلال ترويج إشاعات عن فساد هذه الشخصيات وقيامهم ببعض الأعمال المخالفة للنظام والدولة، مما يسهم في ابتعاد نسبي لهذه القيادات الدينية عن دوائر صنع القرار، وما يؤدي إليه ذلك من تشويه المذهب السني في العراق، علاوة علي ما يوفره من مناخ للحقد والكراهية بين رجال الدين والحكام بشكل عام وتتبني إيران للطرح الديموقراطي في العراق علي الطراز الغربي، علي اساس أنه النموذج الأفضل لإدارة الوضع العراقي، ارتباطاً بهدف إيراني بعيد المدي وهو أن تطبيق الديموقراطية علي هذا النحو سيساعد علي تقوية الاقاليم الراغبة في الاستقلال، كما أنه سيعمل علي إذكاء سياسة المحاصصة، بما يقود في النهاية إلي إضعاف قوة العراق ومنع عودته مرة أخرى كمعرقل للأهداف الإيرانية في الخليج، وحرصت إيران في تلك الفترة علي الإبقاء علي علاقات متميزة مع القادة الكرد، وعدم التفريط فيها كخط استراتيجي عام لإيران يضمن عدم عودة البعثين أو قيام حكم سني مرة أخرى، والإبقاء علي خط اتصال مع بعض الاطراف السنية في العراق، مستغلين سياسة الاغراء والتهديد علي أساس أن الاقتراب من إيران هو أحد متطلبات المشاركة السياسية في الحكم والعكس صحيح
هذا بالإضافة الي إتاحة المجال لعمل أجهزة الاستخبارات الإيرانية للعمل السياسي السري والعلني في العراق، من خلال الحرس الثوري الإيراني وجهازي الأمن والاستخبارات الإيرانية ومجموعات من الميليشيات التابعة لها، ومجموعات من الحوزة الدينية في قم، وفي الغالب تعمل هذه الجهات تحت واجهات متعددة ومستترة من خلال وجودها داخل تنظيمات سياسية إسلامية عراقية، وتنظيمات خيرية ودينية، وواجهات دبلوماسية وتجارية ومكاتب صحفية وإعلامية وغيرها، والعمل علي إقامة شبكة واسعة من التنظيمات الخيرية والأحزاب السياسية الإسلامية البديلة التي تعمل لتوسيع نشاطها في كسب المزيد من الناس إلى هذه التنظيمات التابعة بصورة مباشرة أو غير مباشرة لإيران والتي تلتزم بخطها الفكري والسياسي
كما عملت إيران علي وضع الأموال في خدمة الكثير من رجال الدين لصرفها على المحتاجين من الناس من قبل قوى إسلامية سياسية شيعية بالأساس، بغرض التأثير الفكري والسياسي والعملي عليها، بما يتوافق مع التوجهات الإيرانية، وكذلك وضع جانب كبير من هذه الأموال تحت تصرف المليشيات المسلحة التي تمارس التهديد والاختطاف والقتل والتخريب ضد مؤسسات الدولة وضد المجتمع، بما يساعدها على استمرار النشاط الدموي في العراق

### الادوات الاقتصادية
بالإضافة إلى الأدوات السياسية والأمنية التي استخدمتها إيران للنفوذ في العراق، كان هناك اهتماماً موازياً بالاختراق الاقتصادي وإضعاف العراق علي هذا المستوى، وهو الأمر الذي استطاعت إحداثه أو عمله من خلال ما يلي
1. شراء الأصول (صناعية وزراعية وعقارية) وجعلها ملاذاً أو مكاناً للمؤيدين لها يسكنون فيها ويبحثون خلالها على عمل في هذه الأماكن لتوسيع مناطق السيطرة والنفوذ.
2. محاولة إيران تخريب الاقتصاد العراقي حيث أصبح العراق سوقا مفتوحة للبضائع الإيرانية بمختلف أنواعها، مما جعل الاقتصاد العراقي تابعا لإيران تبعية مطلقة، ومعتمداً عليها اعتماداً كلياً، كما شجعت إيران التجار على السفر إلى العراق والاستثمار هناك وخصوصا في المدن المقدسة عند الشيعة ودفع أسعار خيالية للاستحواذ على اقتصاد العراق[16]
3. سرقة النفط العراقي من حقول البصرة - قّدّره تقرير (بيكر-هاملتون) بنصف مليون برميل يوميا- وحقول (مجنون والفكة) التي طردت الكوادر الهندسية النفطية العراقية منها أمام مرأى ومسمع حكومة الاحتلال واستخدام إيران لطريقة الحفر المائل لسحب النفط من داخل عمق الحدود العراقية التي ادعت أنها آبار مشتركة - يقع بعضها داخل الأراضي العراقية بعمق (10) كم[17]
4. كما استغلت إيران وجود عملائها في الحكومات المنشأة في ظل الاحتلال وقضمت المزيد من الأراضي العراقية وبالذات في محافظتي ميسان والبصرة حيث تتواجد الحقول النفطية العراقية الكبرى، وهي تحاول حاليا ضم جزيرة أم الرصاص العراقية الغنية بالنفط.
5. التركيز علي فكرة التوطين للشيعة الإيرانيين في بعض المناطق المختلطة طائفيا إما من خلال شراء منازل والأراضي أو من خلال تهجير سكانها بالمضايقات الأمنية والاقتصادية من خلال أنصارها داخل الدولة العراقية، بما يساعد علي إحداث خلل في التوازن الديموغرافي لهذه المناطق لصالح الشيعة، حيث أشارت بعض التقارير المرتبطة بهذا الموضوع الي ما تم في عهد حكومة الجعفري من تعهده بإقرار خطة توطين الي ما يقرب من مليوني شيعي إيراني في الأراضي العراقية مثل ما يحدث في مناطق أبو الخصيب والزبير في محافظة البصرة.[18]

### الادوات الثقافية والدينية
بجانب الادوات السياسية والاقتصادية كان الجانب الديني والثقافي أحد مجالات الاختراق الإيراني للعراق، وهو الأمر الذي تم من خلال ما يلي:
1. العمل علي تغيير المناهج والمواد الدراسية في العراق، من خلال إعادة كتابة تاريخ الحرب العراقية الإيرانية (من1980م إلى 1988م)، وتم حذف الحقيقة التاريخية التي تقول إن القوات الإيرانية هي التي قامت بقصف المدن العراقية، وقصفت المنشآت الاقتصادية والبواخر الراسية في شط العرب، وأن القوات العراقية قامت بالرد على العدوان يوم 22 سبتمبر1980م، أي بعد 18 يوما من التحركات الفعلية الإيرانية لاحتلال العراق.[20] .. كما تم حذف الفقرات التي وردت في الكتب المقررة السابقة حول دور الفرس في إثارة الفتنة بين المسلمين خلال فترة الخلفاء الراشدين، ودورهم في قتل عمر وعثمان بن عفان -رضي الله عنهم-، وحذف الفقرات التي كانت تتحدث عن الدور البطولي للجيش العراقي في حرب 1948م، وحرب أكتوبر 1973م، كما تم تغيير خارطة العراق وحذف (نهر صدام) و (ميناء البكر) وإلغاء تسمية المحافظات وإعادتها إلى أسماءها القديمة، فأعادوا تسمية القادسية بالديوانية والمثنى بالسماوة وذي قار بالناصرية والتأميم بكركوك...وهكذا، علاوة علي أن معظم المراكز الثقافية والمكتبات الموجودة في العراق أصبحت تقع تحت النفوذ والسيطرة الإيرانية حتى وصل الأمر لقيام وزارة التربية العراقية بمنح عقود طباعة الكتب المدرسية للمطابع الإيرانية[21]
2. التركيز علي مخاطبة الرأي العام العراقي من خلال السيطرة علي بعض وسائل الإعلام، وهو الأمر الذي تم من خلال إنشاء المحطات الفضائية التلفزيونية الطائفية الموجهة إلى الشعب العراقي، والتي بلغت أكثر من عشرين محطة فضائية مثل: السلام والعدل ومحطتا أهل البيت والفرات والفيحاء وآفاق وبلادي والمسمار الأولى والثانية والغدير وكربلاء والفرقان والمهدي والعدالة الأولى والثانية.. وغيرها.
3. السعي إلى إحداث اختراق ونفوذ في الجانب الديني، من خلال ربط شريحة واسعة من العراقيين بإيران تحت مسمى التشيع، وذلك من خلال إثارة الفتن المذهبية والطائفية والترويج لفكرة المظلومية، حيث تشير بعض التقارير الي أن إيران أدخلت أكثر من ألفي رجل دين في مدارس الحوزة العلمية في محاولة منها للتأثير علي قرارها والاستحواذ عليها.
4. استغلال ما سمي بالسياحة الدينية من أجل محاولة العبث بالتركيبة الديموغرافية والقومية، إذ تشير الاحصائيات الرسمية الي أن حوالي 3000 زائر إيراني يدخلون العراق يومياً، بعضهم يستقر بطريقة غير شرعية، بالإضافة إلى أعداد غير مقدرة تدخل الي العراق بطرق سرية، وظهرت مؤشرات علي حجم هذا التواجد علي أرض الواقع منها إمكانية سماع اللغة الفارسية بشكل ملحوظ في بعض المناطق في أسواق بغداد والنجف وكربلاء والبصرة، كما تتداول العملة الإيرانية في هذه الأسواق، وهو الوجود الذي دفع بعض التابعين لايران في مرحلة صياغة الدستور قبل عام 2005 الي الدعوة إلى إدراج القومية الفارسية كقومية رابعة بعد العربية والكردية والتركمانية[22]

## ردود الفعل
برزت العديد من التصريحات الرسمية لسياسيين عرب تحذر من هذا المد حيث كشف الملك عبد الله الثاني ملك الأردن عن مخطط إيراني لإقامة هلال شيعي في المنطقة يبدأ من إيران وينتهي في لبنان، وتصريحات الرئيس المصري المخلوع حسني مبارك أن الشيعة في العالم العربي ولائهم دائما لإيران، كما حذر الرئيس اليمني من النفوذ الإيراني ودعمهم للفوضى التي قامت في بلاده بسبب الحوثيين الزيدية. وكان من أهم الإشارات على المد الإيراني خطاب الملك حسين بن طلال ملك الأردن الراحل الذي أكد في خطاب له عام 1979 أي بعد الثورة الإيرانية «انه على العالم الإسلامي أن لا يتفاءل بهذه الثورة ويعي أنها ليست ثورة إسلامية إنما ثورة فارسية شيعية تقصد إحياء مجد فارس عن طريق نشر التشيع».

## التعبير الشيعي
يرفض الشيعة تسمية حالة النشاط الإعلامي والسياسي الأخيرة وتزايد النفوذ السياسي الشيعي في العراق بالمد الإيراني ويستخدمون بدلاً منه تعبير المد الشيعي. إلا أن هذا التعبير ليس دقيقا بما يكفي لتوصيف الحالة فهذا المد عملياً يقتصر تأثير فقط في نطاق الطائفة الشيعية التي هي أساساً ترى في إيران الولاية الدينية والسياسية بما يطلقون عليها «ولاية الفقيه» والذي تغذيه إيران بقوة ويؤمن بها أنصارها من الشيعة العرب وغير العرب ومنهم القيادة في حزب الله، ولا يوجد امتداد للتشيع على الطوائف الأخرى وخصوصاً السنية، فلا يوجد زيادة في أعداد الشيعة أو زيادة في نفوذهم في غير المناطق التي تسكنها اقليات شيعية، الأمر الذي يجعله مدا إيرانيا بحتاً مستفيداً من البعد الطائفي فيه.

## النفوذ الإيراني بعد الانسحاب الأمريكي
ساعد الانسحاب الأمريكي من العراق علي إتاحة المجال لإيران للتحرك بمزيد من الحرية في الداخل العراقي، كما تواكب هذا الانسحاب مع المتغيرات الإقليمية المهمة، والمتمثلة في ثورات الربيع العربي وما أفرزته من تحدي اساسي لإيران، يتمثل في احتمال تهديد المشروع الإيراني المسمي بالهلال الشيعي، حيث وضح إمكانية ان تفرز هذه الثورات بديلاً لذلك وهو (الهلال السني)، حيث صعدت أسهم التيار الإسلامي السني في كثير من دول المنطقة، وأصبحت أكثر تهديداً للوجود الإيراني، خاصة وان بعض من فصائل التيار الإسلامي لاسيما التيار السلفي والأصولي يناصب إيران عداءا شديداً من منطلق مذهبي بحت ومع تأزم هذا الوضع ووصول الربيع العربي الي سوريا - العقدة الاساسية لخارطة الطريق نحو تنفيذ الاستراتيجية الإيرانية-، تبدلت بعض المعطيات الإيرانية فيما يتعلق بالعراق دون أن يؤثر ذلك علي اهميته في المشروع الإيراني، بل أن بعض المحللين قد أشاروا الي تضاعف اهمية العراق الآن بالنسبة لإيران أكثر من ذي قبل، خاصة مع تحول الوضع السوري تدريجياً إلي ما يشبه الحرب الأهلية، ووصول الاستقطابات الإقليمية والدولية حيال سوريا الي أعلي مستوي لها وارتباطاً برغبة إيران في الحفاظ على المكتسبات التي تحققت لها في العراق، عملت إيران علي الاستفادة من الفراغ الذي خلفه الانسحاب من أجل تعديل ميزان القوي داخل العراق لصالح القوي السياسية المتحالفة معها، وأشارت بعض الدراسات الإيرانية الصادرة خلال الفترة الاخيرة الي أن إيران بحاجة في هذه المرحلة الي عمل ما يلى:
أولاً: تحقيق تفاهم مع القوة العسكرية الاولي في المنطقة وهي الولايات المتحدة، يتم بموجبه ضمان استمرار اختلال التوازن السياسي والعسكري في العراق لصالح القوي الشيعية، وتوسيع حقول النفط الإيرانية الي ما رواء الحدود المشتركة مع العراق، في مقابل ضمان إيران لتدفق النفط عبر مضيق هرمز، وابتعاد إيران عن أبار النفط السعودية وتقديم تنازلات بخصوص البرنامج النووي الإيراني، خاصة وأن الإدارة الأمريكية مدركة تماماً أن التوصل الي تفاهم مع إيران ممكناً في حال تم التوصل الي تفاهمات في بعض الملفات الإقليمية الأخرى، وأن هذا التفاهم الإيراني الأمريكي إن لم يقع في المدي القريب، لكنه يظل احتمالاً قائماً علي المدي المنظور
ثانياً: حاجة إيران لإجراء حوار أو تفاهم مع الدولة الإقليمية الأكبر بعد العراق وهي المملكة العربية السعودية، يقضي بأن تلعب السعودية دوراً في اقناع الدول السنية بأن تخفف من حدة عدائها لايران، خاصة فيما يتعلق بالموقف من البرنامج النووى، بما يعني إجبار القوي السنية الكبري علي الاعتراف بدائرة النفوذ الإيراني الحالية خاصة في ضوء الانشغال الأمريكي بالوضع الإقليمي وبترتيباته، وكذلك أن تبتعد السعودية عن مجابهة الوجود الإيراني في العراق التي تحاول التأثير في مجريات أحداثه وأزماته بالتعاون مع تركيا، واعتبرت هذه الدراسات أن اضطراب الوضع السياسى في البحرين عامل مساعد علي فتح هذا الحوار باعتبار ان التحركات الشيعية في البحرين اداة ضغط إيرانية مهمة علي السعودية لتسوية الوضع في البحرين ومنع انتقال الاضطرابات الي المنطقة الشرقية الغنية بالنفط والمأهولة بالشيعة الموالين لإيران

### مؤشرات النفوذ الإيراني بعد الانسحاب
وباستقراء النفوذ الإيراني في العراق، في مرحلة ما بعد الانسحاب الأمريكي، يمكن ملاحظة عدد من المؤشرات الدالة علي حجم هذا النفوذ:
1. التحاق كامل للمواقف الخارجية لرئيس الوزراء العراقي نوري المالكي بالمواقف الرسمية الإيرانية، ظهر ذلك في اصطفاف المالكي مع الموقف الإيراني الداعم للاضطرابات التي شهدتها البحرين، وتكرر الأمر نفسه مع تأييد النظام الحاكم في سوريا، واقتضى هذا الالتحاق إحداث تطور انقلابي في العلاقات السورية – العراقية، فبعد أن دأب العراق على إدانة تسلل الإرهابيين إلى أراضيه عبر حدوده مع سوريا، وقف العراق إلى جانب نظام بشار الأسد، بل أشارت بعض المصادر إلى تقديمه عشرة بلايين دولار لهذا النظام حتى يواجه أزمته الداخلية بناءً على طلب من إيران. هذا فضلاً عما ترتب على هذا الموقف من فتور في علاقة العراق بتركيا بسبب موقف الأخيرة الداعم للانتفاضة السورية[15]
2. سكوت الحكومة العراقية عن اتخاذ إيران لقرار وقف تدفق مياه «نهر الوند» الذي ينبع من الأراضي الإيرانية ويتجه إلى محافظة ديالى العراقية تحت ذرائع واهية وما يمثله ذلك من اضرار اقتصادية واجتماعية بالغة لحقت بالعراق نتيجة لهذا الامر، وما ترتب عليه من حرمان الآلاف من أهالي المنطقة من المياه الصالحة للشرب فضلاً عن تبوير الأراضي الزراعية، الامر الذي فسره بعض أهالي مدينة خانقين التي يمر بها النهر هذا الإجراء الإيراني بالضغط عليهم لحملهم على الرحيل، وبالتالي إعادة تشكيل الخريطة السكانية لمحافظة ديالى ذات الأكثرية السنية [28]
3. إعطاء الحكومة العراقية الحالية تسهيلات لإيران من شأنها ازدياد النفوذ الإيراني داخل العراق، وذلك عن طريق العديد من المقترحات المقدمة التي من شانها زياده هذا النفوذ مثل ربط موانئها بخط للسكك الحديدية العراقية لزيادة اعتماد العراق على بضائعها، ومعلوم أن العراق قد دأب على رفض هذا المشروع لمدة عامين ونصف العام، ولاسيما أنه يترتب عليه تدمير نشاط الموانئ العراقية. وفي هذا السياق شن وزير النقل العراقي السابق عامر إسماعيل حملة شديدة على هذا المشروع، وانتقد السماح لإيران بتنفيذه مستغلة علاقتها الوثيقة بنوري المالكي[15]
4. العلاقة التي توطدت بين حزب الدعوة الإسلامي وإيران والتي وصلت الي أعلي مستوياتها علي يد رئيس الوزراء العراقي نوري المالكي، الامر الذي جعل البعض يعتبر أن الازمة السياسية الراهنة في العراق إنما تعود إلى ما افرزته نتائج الانتخابات التشريعية العراقية في 2010 من تداعيات على المشهد العراقي ومن انقسامات بين القوى السياسية المختلفة حول تشكيل الحكومة والتي لعبت فيها إيران دور المعطل الأساسي لمسألة تشكيل الحكومة واختيار رئيس الوزراء حتى تتمكن من ضمان وصول شخصيات متوافقة مع التوجهات والمصالح الإيرانية وعلى رأسهم نورى المالكي الذي تولى تشكيل الحكومة للمرة الثانية[29] وبالتأكيد فإن إيران تعتبر طرفاً فاعلاً في الأزمة السياسية الاخيرة في العراق، استناداً إلى أن إيران لا تجد مصلحة إستراتيجية لها على الاقل على المدى المنظور في تغيير رئيس الوزراء الحالي - الا إذا جاءت تحركاته في صورة متعارضة مع المصالح الإيرانية في العراق أو خارجه (وهو ما لم يحدث حتى الآن، من خلال الإعلان عن بعض المشروعات العراقية الإيرانية منها إنشاء خط انابيب الغاز من إيران عبر العراق إلى سوريا، بالإضافة إلى خط انابيب النفط من البصرة إلى سوريا، والاجراءات التي اتخذها المالكي ضد بعض القيادات السنية على راسهم طارق الهاشمي في اواخر 2011، بالإضافة إلى موقف المالكي المتوافق مع إيران في دعم نظام بشار الاسد في سوريا)- كما تخشى إيران من تداعيات تغيير الحكومة الحالية على نفوذها داخل العراق، وارتباط ذلك باحتمالية فقدان بعض اوراق الضغط التي تستخدمها طهران في التعامل مع الغرب والولايات المتحدة فيما يتعلق ببرنامجها النووي، ويزداد هذا الامر بعد تزايد احتمالات فقدان إيران للحليف السوري[30]
5. كما وضح حجم نفوذ إيران من خلال ما قامت به من ممارسة ضغوط على بعض القوى السياسية العراقية حتى تحول دون سحب الثقة من المالكي، وكان ابرز ما قامت به هو الضغط على التيار الصدري وتهديد مقتدى الصدر بقطع المساعدات التي تقدمها إيران له وتهديده بغلق مقراته في إيران (جاء ذلك عقب لقاء الصدر بخامنئي المرشد الأعلى للثورة الإسلامية في يونيو 2012....)، وكذلك رفض إيران لأن يكون للسنة والاكراد الدور الحاسم والمتحكم في مسألة تغيير أو اسقاط أو تعيين رئيس الوزراء العراقي (كما حدث في تجربة 2006 عندما اعترض الاكراد على تعيين إبراهيم الجعفري كرئيس للوزراء)، حيث أن نجاح السنة أو الاكراد في اسقاط المالكي وتعيين رئيس حكومة جديد يعنى تقليص وإضعاف دور إيران «المتحكم» في بعض جوانب العملية السياسية[15]

و الجدير بالذكر انه عندما أعلنت الولايات المتحدة أنها انسحبت نهائياً من العراق وعدّت ذلك يوماً تاريخياً لها وللعراق، وأنها أنجزت مهمتها، وتركت العراق بلداً ديمقراطياً مستقراً . وقد أشار أوباما إلى أن العراق سيصبح نموذجاً لدول المنطقة، كما أن وزير الدفاع الأمريكي السابق رأى أن الأوضاع في العراق تعد مثالاً للمنطقة، رغم أنها غير مكتملة، وتجاهل حقيقة أن الأوضاع كارثية بكل أبعادها . فالوضع الأمني مترد والعنف مازال يجد طريقه إلى الساحة العراقية، كما أن الوضع الاقتصادي مترد أيضاً، حيث لا تتوافر الخدمات الأساسية في كثير من الأحيان، وتشح المواد المعيشية . ثم إن الديمقراطية التي تتغنى الولايات المتحدة بتحقيقها في العراق، وتعدّ ذلك هدفاً محورياً سعت إلى تحقيقه، هي ديمقراطية صورية مهلهلة، تعتمد على المحاصصة الطائفية القابلة للتفكّك أو الانهيار في أي وقت، فضلاً عن شحذ الانقسام الطائفي في العراق الذي يهدد بتقسيمه 
تجدر الإشارة إلى أن الولايات المتحدة حشدت حملتها لغزو العراق واحتلاله عل أساس التخلص من أسلحة الدمار الشامل، ولم تكن الديمقراطية واردة في أجندة أهدافها المعلنة، واضطرت إلى محورة الهدف في تحقيق الديمقراطية بعد أن انكشف زيف الادعاء بوجود أسلحة دمار شامل .وهكذا أعلنت الولايات المتحدة الحرب على العراق واحتلته من دون غطاء دولي، ومن دون مظلة الشرعية الدولية، وارتكبت فيه جرائم حرب وإبادة، ولم تطلها المساءلة ولا المحاسبة وفق مرجعية القانون الدولي والشرعية الدولية .ومن المفارقات اللافتة للنظر، أن احتلال الولايات المتحدة للعراق مهّد لنفوذ إيراني واسع فيه، رغم الخصومة السياسية بين الدولتين . وبدت إيران مستفيدة إلى حد كبير من الأوضاع التي آل إليها العراق . وبالطبع فإن الانسحاب الأمريكي من العراق يترك المجال مفتوحاً لنفوذ إيراني أكبر في ظل غياب عربي

## مستقبل النفوذ الإيراني في العراق

### اولا الفرص المتاحة
تشير بعض العوامل إلى وجود فرصاً متاحة أمام إيران، للاستمرار في تعزيز نفوذها في العراق بمستوياته المختلفة، وذلك استناداً لما يلى
1. استمرار العراق حتي الآن دولة ضعيفة، حيث لا يملك العراق حكومة مستقرة، كما أنه ليس لديه جيش أو جهاز أمن مؤهل لفرض ارادة الحكومة بالداخل، فضلاً عن قدرته علي حماية البلاد من أي قوي خارجية، واستمرار وجود توجهات انفصالية لبعض الاقاليم العراقية خاصة اقليم كردستان، وتعاظم تحركات معظم القوي السياسية العراقية علي أساس طائفي بحت، وتلاشي فرص إحداث توافق وطني، يضمن استمرار العراق موحداً كما كان في السابق، ما يعني استمرار وجود أرضية مناسبة للنفوذ الإيراني في العراق.
2. التداعيات المحتملة للازمة السورية وظهور مؤشرات علي احتمال سقوط نظام بشار الاسد وتغير طبيعة النظام الحاكم في سوريا، التي ظلت محكومةً لعقود من خلال الاقلية العلوية الشيعية، والتي استطاعت أن تنسج علاقة تحالف واضحة ومعلنه ما بين سوريا وإيران، الامر الذي جعل بعض المراقبين يعتبرون سوريا احدي قواعد المشروع الاستراتيجي الإيراني في المنطقة، وحيث أن سقوط النظام السوري سيؤدي الي فك هذا التحالف، وما يفرضه ذلك علي إيران من ضرورة البحث عن بديل إقليمي عن سوريا، فإن العراق يبدو الآن في ظل النظام الحاكم حالياً من أفضل البدائل الإقليمية لإيران، الامر الذي يعني فرصاً متاحة لاستمرار النفوذ الإيراني في العراق لسنوات قادمة[33]
3. بقاء إيران – رغم التحديات الداخلية والخارجية التي تواجهها- دوله قوية اقتصادياً وعسكرياً، علاوة علي الالتزام الايديولوجي لمعظم مؤسسات الدولة، بما يتوافق مع الاستراتيجية الإيرانية للحركة الخارجية، والتي يعتبر اضعاف العراق ومنع عودته كدولة قوية محور اساسي فيها.
4. ما خلفه الانسحاب الأمريكي من العراق من تحول سيكولوجي عميق إزاء توقعات القوي في المنطقة، حيث أن هناك مؤشرات على اتجاه بعض دول المنطقة إلى بالاعتراف بالقوة النسبية لإيران والتسليم لها بالأوراق التي تمتلكها وعلى راسها نفوذها في العراق، الامر الذي قد يدفع هذه الدول لعمل تسوية سياسية معها، بما سينعكس علي الوضع العراقي بصورة سلبية ويسمح بانفراد إيراني بالوضع العراقي علي المدي المنظور.
5. غياب فرص متاحة لمزاحمة اقليمية محتملة للنفوذ الإيراني في العراق، حيث أنه ورغم وضوح دور تركي متزايد في المنطقة وفي العراق علي نحو خاص، إلا أن القيادة التركية الحالية تبدو غير متحمسة حتي الآن لتحدي النفوذ الإيراني في العراق، واكتفائها بحصول علي بعض المكتسبات الاقتصادية خاصة من خلال علاقات تركيا المتميزة مع الاكراد
6. بقاء احتمال توجيه ضربة عسكرية لإيران وإيقاف طموحها الإقليمي مستبعداً علي المدي المنظور، استناداً إلي خشية الولايات المتحدة والغرب من أن خسائر هذه الضربة علي المصالح الغربية إقليمياً ودولياً قد تكون أكبر من حجم المكاسب المتحققة، خاصة في ظل عدم التأكد الغربي من أن توجيه ضربة عسكرية لإيران قد توقف بالفعل مشروعها النووي، علاوة علي تخوف الغرب من التأثير علي سوق الطاقة العالمي في ظل الازمة الاقتصادية الحالية[34]
7. احتمال وصول الولايات المتحدة إلي اتفاق محتمل مع إيران خلال الفترة القادمة، يتم بموجبه تسوية قضايا الخلاف بين البلدين وعلي رأسها الملف النووي وبعض الملفات الإقليمية، التي تملك فيها إيران وجود وتأثير فاعلاً، والذي من المحتمل أن يتضمن تسليماً امريكياً بالنفوذ الإيراني في العراق، طالما لا يتعارض مع مصالحها.
8. رغم مراهنة البعض علي دور المكون السني في العراق في إيقاف النفوذ الإيراني المتعاظم هناك، إلا أن عوامل كثيرة قد تقلل من أهمية هذا المحدد، علي رأسها استمرار وجود انقسامات داخل المكون السني نفسه وغياب الاتفاق علي اجندة واحدة للعمل السياسي، علاوة علي الاتجاه الراهن لمعظم الكتل السنية بقبول الوضع الراهن في العراق والحديث عن اقليم سني يبعدهم عن بطش الشيعة، بما يعني بشكل غير مباشر تراجع الهدف الخاص بالعمل علي استعادة العراق كدولة واحدة علي أساس قومي، وما يفرضه ذلك من مواجهه مطلوبة وضرورية مع الجانب الإيراني الرافض لهذا الهدف والداعم لسياسيات تقسيم العراق وإضعافه، علاوة علي اختلاط المقاومة السنية (سواءاً التي كانت في مواجهة الاحتلال الأمريكي قبل الانسحاب أو الآن في مواجهة الميلشيات الشيعية) بتصرفات تنظيمات جهادية وعلي رأسها تنظيم القاعدة في العراق، الأمر الذي قد يحرم أهل السنه من فرص تقديم دعم دولي وإقليمي لهم يساند قضيتهم المركزية (بفرض اتفاقهم على استعادة وحدة وقوة العراق).
9. ضعف دور قوي الصد الطائفي الأخرى في المجتمع العراقي (التيارات الليبرالية والقومية والعلمانية)، وتجلي ذلك في الإعلان عن تحول تيار المؤتمر الوطني اليبرالي الذي يقوده أحمد الجلبي إلي حركة سياسية باسم البيت الشيعي للمشاركة في انتخابات 2005، وكذلك مشاركة الحزب الشيوعي. العراقي في مجلس الحكم المؤقت كطرف شيعي
10. استمرار امتلاك إيران لبعض الادوات داخل العراق، يمكن من خلالها دعم جهودها الرامية إلي الحيلولة دون صعود القوميين والبعثيين السابقين إلي قمة السياسات العراقية، والإبقاء علي نفوذها علي أي حكومة جديدة يقودها الشيعة، وذلك من خلال الجماعات الخاصة التي شكلتها إيران داخل العراق كميلشيات عسكرية وشبه عسكرية مثل منظمة بدر وكتائب حزب الله وعصائب أهل الحق وكتائب اليوم الموعود وغيرها، وهذه الجماعات كانت من بين المستفيدين من الانسحاب الأمريكي للعراق الذي أدي الي تراجع قدرة القوات العراقية علي التعامل مع التهديد الذي تشكله هذه الجماعات الخاصة، ووضع إيران كذلك لسياسات بديلة للتعامل مع هذه الميليشيات المختلفة من خلال سياسة العصا والجزرة والمتمثلة في امتلاك أدوات التأثير علي توجهات هذه التنظيمات من خلال الدعم المالي والفني، حيث استطاعت إيران وضع بدائل لجيش المهدي الخارج عن السيطرة النسبية لإيران، علاوة علي ما أحدثته إيران من تحول في دعمها السياسي من المجلس الأعلى للثورة الإسلامية إلي حزب الدعوة الأكثر اقتراباً من التوجهات الإيرانية.
11. استغلال إيران لضعف الدولة العراقية خاصة ضعف السيطرة علي الحدود ومنافذ العبور من أجل إدخال افراد وأسلحة الي العراق، وكذلك من خلال المناطق الحدودية المتداخلة.
12. محاكاة إيران لحالة النفوذ والارتباط التي استطاعت أن تخلقها سوريا مع لبنان عبر ادوات كثيرة سياسية واقتصادية واجتماعية وثقافية، ونقل هذا النموذج الي الشكل الراهن والمستقبلي لحالة الارتباط العراقي بايران أو بحجم النفوذ الإيراني في العراق.

### ثانيا التحديات
رغم توافر فرص لاستمرار النفوذ الإيراني في العراق، كما سبق توضيحه في المطلب السابق، إلا أن قدرة إيران على الحفاظ على هذا النفوذ، تبقى مرتبطة بعدد من العوامل، التي تشكل بعضها أو كلها تحدياً لهذا النفوذ، وذلك على النحو التالي
1. الوضع الداخلي في إيران، المتمثل في الوضع الاقتصادي المتردي خاصة بعد العقوبات الأمريكية والأوروبية، والوضع السياسي غير المستقر بسبب الصراع بين الجناحين المحافظ والإصلاحي في النظام السياسي الإيراني، ورغبة التيار الاصلاحي في ايصال الربيع العربي الي إيران، علاوة على الوضع الاجتماعي المتشابك، خاصة توزيع السكان بين العرقيات والاثنيات المختلفة والتي يمثل فيها الفرس أقل من نصف عدد السكان، علاوة علي بعض التحديات الداخلية للمؤسسة الدينية، وهي كلها عوامل تقيد نسبياً من حرية حركة إيران وتقلل من فرص استفادتها علي المستوي الخارجي.
2. ما أفرزه المشهد الإقليمي من تغيرات إستراتيجية، متمثلة في صعود تيار الإسلام السياسي السني في بعض البلدان والمعروف بعداءة للتوجه الشيعي لإيران، علاوة علي ان هذا الصعود الإسلامي قد يجيء مستقبلاً علي حساب الوجود الشيعي في المنطقة (سوريا ولبنان واليمن) باعتبار هذه الدول من الاوراق المهمة للمشروع الإيراني في المنطقة، بالإضافة إلي ما أفرزه هذا المشهد من تقاربات أو تحالفات سياسية جديدة خاصة ما بين بعض الدول العربية المتزعمة للتيار السني خاصة (مصر والسعودية) مع تركيا، التي لعبت وما تزال دور القوة الموازنة لإيران في المنطقة[34]
3. عدم التأكد الإيراني من إمكانية بقاء المعادلة السياسية في العراق علي النحو الذي هي عليه الآن، والذي تسيطر فيه القوى الشيعة علي النظام السياسي العراقي، حيث كشفت الأزمة السياسية الدائرة منذ ما يقرب من العام عن احتمال حدوث تغير ممكن في النظام السياسي العراقي في حال نجاح قوي المعارضة في سحب الثقة من المالكي أو نجاحها في الانتخابات القادمة، وما يتبع ذلك من تداعيات علي نفوذ إيران في العراق، حيث أن بقاء قدر كبير من النفوذ الإيراني في العراق وخاصة علي مستوي النظام السياسي وعلي مستوي الاجهزة الامنية والجيش، مرهوناً بقدرة المالكي وحزب الدعوة علي تجاوز أزمته الحالية
4. تنامي الاتجاهات الدولية تجاه عزل إيران والضغط عليها ومنعها من الوصول للعتبة النووية، خاصة وأن الولايات المتحدة وإسرائيل يعتبرون ذلك خطاً أحمر ينبغي لإيران عدم تجاوزه، علاوة علي التقاطع الواضح بين المصالح الإيرانية في المنطقة ومصالح الولايات المتحدة، ما يعني إمكانية حدوث مواجهه علي هذا المستوي مع النفوذ الإيراني في المنطقة بشكل عام، بما سينعكس علي نفوذها في العراق علي نحو خاص[35]
5. احتمال حدوث تغيرات في طبيعة العلاقة القائمة حالياً بين المالكي وإيران والتي هي مرتكز الاختراق الإيراني للعراق، علي خلفية اختلاف محتمل لمواقف الطرفين ازاء إدارة الشأن الداخلي العراقي أو ازاء التعامل مع بعض القضايا الإقليمية، ونشير الي تصريح نوري المالكي في 13 يناير 2010 في تعليق له علي احتلال إيران للبئر الرابعة في حقل الفكة النفطي في شرق نيسان الذي قال فيه «أن ما اقدمت عليه إيران قد خرب جهود سبعة أعوام من البناء»، خاصة في ضوء حالة الرفض الشعبي العراقي لبعض التعديات السافرة علي العراق
6. ما وفره الانسحاب الأمريكي من العراق 2011، من حرية حركة لبعض القوي الإقليمية لمنافسة الوجود والنفوذ الإيراني في العراق، حيث أنه حدث تغير في الموقف السعودي الرسمي من العراق - الذي التزم فيه الملك عبد الله للرئيس الأمريكي السابق بوش بعدم التدخل في الشأن العراقي لدعم العشائر والشخصيات السنية بالمال والسلاح لمجابهة النفوذ الإيراني المتمادي، واقتصر دول المملكة أثناء فترة الاحتلال علي سياسة تخفيف الاحتقان بين السنه والشيعة في العراق والسعي لعقد مصالحة بين الجانبين- وهو الامر الذي نتج عنه توجه سعودي نحو الانخراط بشكل مباشر في الشأن العراقي من خلال الاتصال السعودي ببعض الشخصيات السنية ومن ضمنهم شخصيات بعثية وتقديم الدعم السياسي والمادي لهم، وإن كان هذا الدور السعودي في العراق ورغم أهميته كعنصر داعم للعشائر السنية، إلا أنه يظل مكبلاً بعدد من العوائق، قد يكون أهمها خشية السعودية من أن تؤدي سياساتها في العراق الي مواجهه مباشرة بينها وبين إيران وما لذلك من خطورة علي أمن المملكة علاوة علي وجود ثغرات للأمن القومي السعودي خاصة في اليمن وفي البحرين قد تستغلهما إيران للتأثير علي الموقف السعودي، وإن يظل الالتزام الأمريكي بحماية أمن الخليج عنصر داعم للسعودية في ممارسة أي سياسة اقليمية طالما لم تتعارض مع المصالح الأمريكية، خاصة وأن دوائر صنع القرار الاميركية قد اشارت علي الإدارة الأمريكية بتغيير استراتيجيتها حيال بعض الصراعات في العالم والابتعاد عن محاولة السيطرة علي الاحداث في كل مكان واختيار سياسة الإهمال الحذر التي تعني ترك الصراعات الإقليمية لتحل نفسها بنفسها والسماح للحلفاء وللقوي الإقليمية والأكثر تأثراً للمشكلة بالتصدي لها ويظل الموقف الأمريكي مراقباً للوضع ولا يتدخل في الصراع الا عندما تقتضي المصلحة الأمريكية وقد وضح هذا في الموقف الأمريكي من الثورة الليبية[36]
7. إن المحاولات الإيراني لخلق واستنساخ نموذج حزب الله اللبناني في العراق ليس بالأمر السهل كما أنه صعب التحقق، في ظل اختلاف البيئة السياسية العراقية عن البيئة السياسية في لبنان، حيث ظلت لبنان لعقود دولة ضعيفة تحكم بقيادات طائفية وبتنظيمات فئوية بدلاً من الحكومة الفيدرالية، الأمر الذي مكن إيران من تحويل حزب الله ليكون دولة داخل دولة، وهو الأمر الذي يصعب تكراره في الحالة العراقية التي تختلف كلية عن الحالة اللبنانية، فالعراق لم يشهد هذه الحالة من الانقسام الطائفي إلا بعد الاحتلال الأمريكي، إلا انه ورغم كل التحديات التي تواجهه ما زال دولة قوية وفقاً لمعطيات القوة الشاملة[37]
8. صعوبة ضمان استمرار إيران في استخدام الاحزاب والكتل الشيعية الموجودة في العراق في تحقيق أجندتها، نظراً لوجود اختلافات حقيقة بين الاطراف الشيعية ويتضح ذلك في الخلاف بين المجلس الأعلى وحزب الدعوة وكذلك التحول الذي حدث في موقف التيار الصدري من حزب الدعوة الذي تحول من علاقات وثيقة الي صراع ضد الحزب مع تولية نوري المالكي رئاسة الوزراء (معارك البصرة بين الصدريين والقوات الحكومية في صيف 2006)، علاوة علي أن معظم الجماعات الشيعية الموجودة في العراق تفتقر الي مستوي الانضباط والتنظيم الذي تميز به حزب الله في لبنان، علاوة علي أن العدد الكبير لهذه الميلشيات قد يخلق خلافات في أساليب العمل ويُصعب من فرص توحدها حول الخط العام للمصالح الإيرانية[38]
9. افتقاد إيران الي عناصر جذب سياسية أو اقتصادية أو ثقافية يمكن أن تمثل عنصر مساعد لتنفيذ المشروع الإيراني في المنطقة بشكل عام وفي العراق علي نحو خاص، وإدراك معظم القوي السياسية العراقية - بخلاف المكون الشيعي- لحقيقة النوايا الإيرانية وحقيقة استهدافها لوحدة العراق واستقراره.
10. تنامى رفض شعبي عراقي لهذا النفوذ الإيراني، وقد وضح ذلك من عدد من المؤشرات منها قيام حملة في أربيل لمقاطعة البضائع الإيرانية على خلفية منع تدفق مياه نهر الوند، وقيام بعض أعضاء برلمان كردستان بمطالبة الحكومة المركزية بالطلب من إيران دفع تعويضات للمتضررين من القصف الإيراني لمواقع «حزب الحرية الكردي» في كردستان العراق، وكذلك تحدِّي المقيمين في بغداد نمط الحياة الإيرانية التي يسعى المتشددون إلى زرعها عنوة في المدينة من خلال فرض زى معين، ومنع الأهالي من ممارسة حياتهم العادية، علاوة على أن انتقاد النفوذ الإيراني في العراق لا يقتصر على المدنيين فقط، لكنه يمتد أيضًا إلى بعض رجال الدين المعممين، وقد جرت محاولات إسكات الأصوات الناقدة كما حدث مع استهداف رجل الدين الشيعي إياد جمال الدين، وهو ما يعنى أنه بينما تمضي إيران في تعزيز نفوذها في العراق على السطح فإن عوامل تآكل هذا الدور آخذة في التراكم، وهذا معناه أن فصلاً جديدًا في تاريخ العراق سوف يبدأ لكن بعد حين[39]

## الموقف الإيراني وشيعة العراق من التقسيم والانسحاب
منذ اليوم الأول الذي إحتلت فيه القوات الأمريكية العراق في عام 2003 كانت المعلومات والتحليلات الأمريكية تتفق على أن القوات الأمريكية لن تترك العراق حتى لو جاء الموعد المحدد لانسحابها في عام 2011، وأنها يمكن أن تختفي من خطوط المواجهة الرئيسية في المدن وتحتفظ بمواقع في قواعد خلفية. لكن أوباما قرر سحب قواته بسبب تطورات في أوضاع دولية لم تكن محسوبة وقت غزو العراق ودفعت إلى هذا التغير
يمكن القول إن الانسحاب العسكري الأمريكي من العراق يدشن بداية مرحلة جديدة من تاريخ العراق، سياسيا وأمنيا واقتصاديا، ويضع منطقة الشرق الأوسط برمتها علي المحك السياسي، بما تحملها هذه المرحلة من تحديات وفرص للعراق كدولة وللمنطقة ككل، بل يضع منظومة الأمن في العالم أجمع في اختبار جديد، الأمر الذي يدعو إلي تأكيد أن بناء النظم، سياسيا وأمنيا، لابد أن يكون مرتكزا علي بنية الدولة ذاتها، بعيدا عن محاولات فرض النظم المستوردة، أو على الأقل المهجنة من الخارج.

### التحديات امام العراق
ان الانسحاب الأمريكي من العراق لم يكن بالامر الهين فلقد ترك 4 تحديات تواجه الدولة العراقية
يرجع التحدي الأول إلى القرار الإستراتيجي النافذ منذ انتخابات عام 2005 بتشكيل حكومة ائتلافية واسعة لطمأنة جميع الأطراف الرئيسية بأن لديهم كرسي على طاولة المفاوضات فضلاً عن أنهم سيكتسبون صوتاً، ما سيجعل عملية صياغة السياسات واتخاذ القرارات شديدة الصعوبة، ونتيجة لذلك فإن سجل العراق في الإدارة كان سيئاً للغاية. وفي حين تم بالفعل تجنب صراعات كبرى، إلا أن حكومة المالكي ستواجه شكوكاً متعاظمة من قبل المواطنين إذا لم يتم تحسين تقديم الخدمات، وخصوصاً مع ارتفاع عائدات النفط. ونظراً إلى أنهم يرون للفساد المستشري، فإن العراقيين سيضعون الحكومة تحت مطرقة المساءلة، وشهدنا بالفعل علامات على ذلك على شكل احتجاجات شعبية متقطعة جاءت كصدى للربيع العربي في العراق
ثانياً، ورغم الوجود الرسمي للوحدة الوطنية إلا أن النظام السياسي لا يزال منقسماً على نحو عميق. قد يكون هناك ائتلاف حاكم، ولكن يبدو أن حلفاء المالكي هم كذلك بالاسم فقط، إذ يبدو أنهم أكثر اهتماماً بالإطاحة برئيس الوزراء من العمل معه، لولا افتقارهم لوسيـــلة ناجعة لتحقيق ذلك. يعكس ذلك ما كان عليه الوضع ما قبل الانتخابات البرلمانية لعام 2010، وبالتالي يشير إلى وجود خلل عميق في الجسد السياسي. الأمر الوحيد الذي يمكنه كسر هذا الجمــود السياسي هو الصعود التدريجي، ولكن الحتمي، لفئة جديدة من القادة في المعارضة للأحزاب الموجودة التي يقود معظمها منفيين سابقين
ثالثاً، في حين أن الوضع ظل سلمياً إلى حد كبير منذ عام 2003، إلا أن الصراع بين بغداد وإربيل، أو باللغة الإثنية بين العرب والأكراد، ما زال ينتظر الفرج، كما ثمة توترات تكفي لتصعيد الحوادث المحلية وتحويلها إلى صراع مفتوح. يدور النزاع حول الأرض والسلطة والموارد، واجتمعت هذه الأبعاد الثلاثة في القرار الذي اتخذته مؤخراً شركة إكسون موبِل لتوقيع عقد مع حكومة إقليم كردستان، واعتبرت بغداد ذلك غير قانوني وفقاً للدستور، لاستكشاف قطاعات نفطية تقع ثلاثة منها في الأراضي المتنازع عليها
أخيراً، ما دامت الدولة العراقية ضعيفة فإن قبضة نفوذ القوى الإقليمية كإيران وتركيا ستبقى مطبقة عليها. ومع أن احتمال التدخل المسلح غير وارد على المدى القصير، إلا أن من شأن التنافس على النفوذ والحروب بالوكالة أن تبقيه في حالة عدم استقرار لزمن طويل وتمنعه من استعادة قوته، وتدخله في حلقة مفرغة.

### الموقف من تقسيم العراق
وقبل الانسحاب الأمريكي يجب تناول موضوع تقسيم العراق الذي أثير خاصة عقب تبني مجلس الشيوخ الأمريكي مشروع قرار غير ملزم لتقسيم العراق الي 3 اقاليم فيدرالية في 26/9/2007 
ما لبث ان اعلنت الولايات المتحدة عن نيتها عن تقسيم العراق حتي بدأت كل القوي في ابداء رأيها علي هذا التقسيم سواء خارجية ام داخلية

#### موقف أهم القوي الخارجية إيران
يمكن القول ان الموقف الإيراني يؤيد اقامة فيدرالية في العراق تتبع الخطوط المذهبية والعرقية ولكن لا يؤيد تقسيمه علي هذة الخطوط فأهداف إيران في العراق تتمثل في الاتي:
1. ضمان عدم استخدام العراق كقاعدة للهجوم علي إيران وضمان الا يمثل العراق خطرا مستقبليا علي إيران وذلك عن طريق ضمان عدم قيام حكومة قوية في بغداد موالية للغرب ومعادية لايران تسمح بوجود قواعد أمريكية دائمة علي اراضيها أو بروز حكومة شيعية قوية في بغداد تنافس إيران [44]
2. تسعي إيران الي تكون قوة اقليمية مهيمنة اذ طالما كان لايران مشروعها الإقليمي تجاه الوطن العربي فمنذ قيام الثورة الإيرانية كان حلم اية الله روح الله الخميني هو تصدير الثورة الإسلامية لبقية العالم الإسلامي وقد حاولت إيران خلال عقد الثمانينيات مساعدة العناصر الثورية في كل من العراق والسعودية والكويت والبحرين ولبنان من اجل تحقيق ذلك الهدف [45]

و قد ارتأت إيران ان السبيل الوحيد لتحقيق هذين الهدفين هو دعم الفيدرالية في العراق وذلك من خلال دعمها للاحزاب الموالية لها وبخاصة المجلس الأعلى الإسلامي والذي انشأته إيران خلال الحرب العراقية الإيرانية فقد قامت إيران بتأييد عبد العزيز الحكيم في دعوته لاقامة فيدرالية شيعية في العراق حيث صرح وزير الخارجية الإيراني مونشهر متقي ."ان إيران قد تفضل خلق دولة فيدرالية في العراق
و بعد ذلك استمرت مساعي الحكيم لتطبيق الفيدرالية في العراق وذلك من خلال الدفع بقانون تكوين الاقاليم في العراق والذي يحدد اليات تشكيل مناطق فيدرالية في العراق وقد تم تمرير هذا القانون على الرغم من معارضة السنة وبعض الشيعة 
و بمراجعة نصوص هذا القانون نجد ان المادة التاسعه منه تنص علي «انه في حالة عدم نجاح الاستفتاء يجوز اعادته بعد مرور سنه من تاريخ اعلان النتيجة وباتباع الاجراءات ذاتها» ومن ثم فان هناك اصرار علي تحويل جنوب العراق الي فيدرالية فاذا اخذنا في الاعتبار كذلك ان ميليشيات بدر المدربة والمدعومة ماديا من إيران والتابعة للمجلس الأعلى للثورة الإسلامية فضلا عن المليشيات التي اخترقتها إيران والتي كانت تتبع جيش المهدي هي المسئولة عن العنف الطائفي ضد السنة وما يترتب علي هذا العنف من نزوح سني من المناطق الشيعية وتكوين مناطق سنية لاتسكنها الشيعة وتكوين مناطق شيعية لاتقطنها السنة فاكتشفنا ان هذة العمليات تؤدي الي دعم خلق فيدرالية علي اسس طائفية 
وعلى الرغم من تأييد إيران ومصلحتها في اقامة فيدرالية في جنوب ووسط العراق تهيمن عليها اقتصاديا وسياسيا فانه في حالة تقسيم العراق فان ضررا قد يعود عليها اذ ان تقسيم العراق سيفضي الي قيام دولة كردية في شمال العراق قد تساعد علي زيادة الرغبة الانفصالية لدي اكراد إيران الذين يمثلون 10% من عدد السكان البالغ عددهم حوالي 69 مليون نسمة 
و خاصة في ظل تزايد التوتر في المناطق الكردية الإيرانية وحشد الجيش الإيراني قوته ضد حزب الحياة الكردي الإيراني 
ولذلك فان إيران لن تدفع باتجاه تقسيم العراق ومن ثم فان موقف إيران الرسمي قد أعلن رفض تقسيم العراق وذلك علي لسان الناطق باسم الوزارة محمد علي حسيني اذ اعتبر ان تصويت الشيوخ الأمريكي علي القرار يشكل " خطأ جديد ترتكبه الولايات المتحدة واضاف ان " هذا التصويت تدخل واضح من الولايات المتحدة في شئون العراق الداخلية وهو مخالف لوحدة هذا البلد وسلامة اراضيه "
و لهذا يمكن القول ان إيران لا ترغب في تقسيم العراق وانما اقامة كونفدرالية عراقية ضعيفة تقوم علي اسس دينية وعرقية تهيمن فيها علي الجنوب العراقي تماما وتضبط التطورات في الشمال الكردي

#### المواقف الداخلية
الموقف الشيعي من التقسيم:
ا) الائتلاف العراقي الموحد : يمكن القول ان الموقف المعلن هو رفض تقسيم غير الملزم لمجلس الشيوخ وذلك كما جاء علي لسان عمار الحكيم نائب رئيس المجلس الأعلى الإسلامي. فقد اكد ان مشروع المجلس لانشاء اقليم فيدرالي في الوسط والجنوب لا يتطابق مع قرار مجلس الشيوخ القاضي بانشاء اقليمين شيعي وسني مع ابقاء بغداد منطقة مستقلة فضلا عن اقليم مردستان القائم بالفعل . وقضي الحكيم «الإشارة الي موضوع التقسيم هي قضية مرفوضة من الكثير من القوي ونحن من ضمنها وذلك جاء لينظر علي قضية الاقاليم علي خلفيات طائفية واثنية وهي الاخري مسأله مرفوضة من ناحيتنا . نحن نعتقد ان النظام القيدرالي يمثل حقيقة دستورية مفروضة وتم حسمها بارادة الشعب العراقي والتصويت علي الدستور ولابد من الرجوع الي الشعب العراقي في اصل اقامة هذة الاقاليم وفي حجمها ولابد ان يكون ذلك علي اساس جغرافي وليس طائفيا» ونفي ان يكون المجلس الأعلى قد قام باي تنسيق مع مجلس الشيوخ حول القرار المذكور
غير انه يلاحظ ان محاولة انكار المجلس الأعلى الإسلامي أي علاقة بين مشروعه لفيدرالية الجنوب والوسط والقرار غير الملزم لمجلس الشيوخ لا تستند الي حجة قوية ذلك ان قرار مجلس الشيوخ يقوم علي اساس اقامة اقامة اقاليم فيدرالية علي اسس طائفية . ويقوم مشروع المجلس الأعلى الإسلامي علي نفس الاسس اذ يسعي الس ضم التسع اقاليم الشيعية في الجنوب والوسط معا في اقليم فيدرالي . فضلا عن دعوة عمار الحكيم لعشائر الانبار لاقامة اقليم فيدرالي سني خاص بهم . بالإضافة لدور المجلس في اقرار قانون تكوين الاقاليم الفيدرالية علي نجو ما سبق الإشارة اليه 
و من ثم يتضح لنا ان المجلس من القوي المؤيدة لقرار الكونجرس وان رفضه علنا .
ب) التيار الصدري : أعلن التيار الصدري رفضه لقرار التقسيم حيث صرح عضو المكتب الاعلامي لمكتب الصدر . عصام الموسوي «نرفض هذا القرار جملة وتفصيلا كونه لايعبر عن تطلعات شعبنا العراقي العراقي بكافة فئاته . وطالب» الحكومة العراقية باعلان رفضها للمشروع واتخاذ موقف واضح في هذا الشأن وادانته بصورة رسمية «. كما اعتبر القرار» تدخلا مرفوضا وسافرا في شئون العراق الداخلية 
وكان قد سبق للتيار الصدري ان قاطع جلسات مجلس النواب حين تم مناقشة موضوع الاقاليم الفيدرالية كما قاطع جلسات التصويت علي هذا القرار  كما يعارض الطرح الفيدرالي للحكيم ويأتي هذا الموقف نظرا للتوجه العربي للتيار المذكور فضلا عن تركز انصاره في مدينة الصدر ببغداد
ج) حزب الفضيلة : كان الحزب من الاحزاب الرافضة لتقسيم العراق حيث كان من الكتل التي وقعت علي بيان الكتل السياسية التي اعلنت رفضها لقرار التقسيم  وقاطع جلسة التصويت علي مشروع قانون تشكيل الاقاليم . كما يناوئ توجهات الحكيم الرامية الي اقامة اقليم شيعي يضم المحافظات التتسع العراقية الجنوبية 
د) القائمة العراقية : أدانت القائمة العراقية قرار الكونجرس الأمريكي الداعي الي تقسيم العراق بل واضافت بأن «مشروع بايدن» حول تقسيم العراق الي اقاليم فيدرالية ينسجم مع مشروع المجلس الأعلى الإسلامي حول الفيدرالية . وقد جاء هذا الموقف من قبل القائمة العراقية على الرغم من تصويت عددا من المنتمين لها لصالح مشروع قانون الاقاليم الفيدرالية وذلك بالمخالفة لاوامر اياد علوي – رئيس القائمة العراقية- الذي كان قد دعا النواب التابعين لقائمته بعدم التصويت لصالح مشروع القرار 
وبذلك نري ان قرار التقسيم كان مفروض من كلا من إيران وشيعة العراق ولعب كلا منهما دورا في منع تقسيم العراق ولكن دعوا الي ان تصبح العراق دولة فيدرالية

#### معوقات التقسيم
ولكن عند تناول موضوع تقسيم العراق يجب ان نتناول معوقات هذا التقسيم التي أدت الي فشل هذا المشروع الأمريكي :
اولا : وجود رأي عام قوي رافض للتقسيم
تظهر معظم استطلاعات الرأي ان معظم العرب الشيعة لايؤيدون تقسيم البلاد أو أي فيدرالية تقسيمية حيث ان معظم الشيعة ينظرون الي انفسهم كقوميين ولايقبلون بالممارسات الدينية المتطرفة التي تقوم بها الاحزاب الشيعية كما تشير استطلاعات الرأي كذلك الي ان معظم العراقيين ينظرون الي انفسهم علي انهم عراقيين أو مسلمين وليس عرب سنة أو شيعة ويعد الاكراد الاستثناء من ذلك غير ان استطلاعات الرأي لاتسأل الاكراد ما هي الأراضي التي يرغبون في الاستقلال بها واذا ما كانوا سيفضلوا الانفصال بدون كركوك ام لا
ثانيا : المناطق المختلطة والقبائل العربية متعددة الانتماء الطائفي والزواج المختلط
لا توجد في العراق خطوط ديموغرافية متجانسة بشكل كامل يمكن علي اساسها إجراء التقسيم بين سنة وشيعة واكراد فهناك العديد من المحافظات المختلطة سواء بين الشيعة والسنة كما في حالة محافظة بغداد وبابل والبصرة والعمارة والناصرية وواسط وصلاح الدين أو الاكراد والسنة كما هو الحال في محافظة كركوك أو الاكراد والشيعة والسنة كما هو الحال في محافظة ديالى. كما ان التركمان ينتشرون في العديد من المناطق مثل تلعفر وكروكوك وغيرها . فضلا عن وجود أقليات في الاقاليم المختلفة وزيجات مختلطة بحيث لا يكون الوسط سني خالص ولا الجنوب شيعي خالص ولا الشمال كردي خالص بالإضافة الي ان معظم القبائل الربية في العراق متعددة الانتماء الطائفي حيث ان هناك العديد من القبائل التي ينقسم المنتمين اليها الي الطائفتين (سنة وشيعة) وأهم هذة القبائل هي شمر والجبور والدليم والزبيدة والعزة وبني زيد والحسني والاسدي وعنزة والعبيد والبو دراج وبني تميم والبو عامر وغيرهم 
. كما ان الشيعة ليسوا عربا فحسب بل فيهم الاكراد الفيالي وكذلك على الرغم من ان غالبية التركمان من السنة الا ان هناك جزء منهم شيعي وفضلا عن ذلك فان بغداد لا يزال بها شيعة وسنة فضلا عن الاكراد كما ان المحافظات الشيعية الجنوبية لا تزال تضم أقليات سنية على الرغم من عمليات التطهير العرقي
ثالثا : قضية اقتسام مرافق البنية التحتية وتصدير البترول
ان نظام الطرق ونظام الكة الحديد ومحطات الكهرباء ونظام الري والمياه تعد كلها من الامور التي يصعب تقسيمها وفقا للخطوط الطائفية والعرقية كما ان تطور البلاد اقتصاديا سوف يسير علي وتيرة أفضل لو ظلت العراق دولة موحدة بدون قيود الفيدرالية. وعلى الرغم من ان حكومة اقليم كردستان وضعت خطة لزيادة قدرتها علي إنتاج الطاقة الا انه من المتوقع ان تظل معتمدة علي الواردات من تركيا وسوريا وإيران والعراق حتي عام 2015 كما انه لا يوجد منفذ امام اقليم الشمال لتصدير النفط الذي يشكل المصدر الوحيد للعملة الصعبة سوي عن طريق تركيا أو عن طريق مواني الجنوب 

## الخاتمة
ان الغزو الأمريكي قد أتاح فرصة لتمكين الأحزاب السياسية الشيعية والسيطرة على السلطة، مما أثر على النفوذ الإيراني في العراق فقد كان لإيران النصيب الأكبر نظرًا لولاء الشيعة وأحزابهم السياسية الذي حظت به، بينما لم يعد للولايات المتحدة نصيبًا في العراق إلا عدد محدود من الليبراليين والوطنيين.
امتلكت إيران بعض الادوات داخل العراق، وتمكنت من خلالها دعم جهودها الرامية لمنع صعود القوميين والبعثيين السابقين إلي قمة السياسات العراقية، والإبقاء علي نفوذها علي أي حكومة جديدة يقودها الشيعة، وذلك من خلال الجماعات الخاصة التي شكلتها إيران داخل العراق كميلشيات عسكرية وشبه عسكرية مثل منظمة بدر وكتائب حزب الله وعصائب أهل الحق وكتائب اليوم الموعود وغيرها، وهذه الجماعات كانت من بين المستفيدين من الانسحاب الأمريكي للعراق الذي أدي الي تراجع قدرة القوات العراقية علي التعامل مع التهديد الذي تشكله هذه الجماعات الخاصة، ووضع إيران كذلك لسياسات بديلة للتعامل مع هذه الميليشيات المختلفة من خلال سياسة العصا والجزرة والمتمثلة في امتلاك أدوات التأثير علي توجهات هذه التنظيمات من خلال الدعم المالي والفني.
وظهر جليا النفوذ الإيراني بعد انسحاب الولايات المتحدة الأمريكية، وهو ما جعل البعض يرى أن العراق قد وقعت تحت الاحتلال الإيراني بعد الانسحاب الأمريكي . فايران استخدمت نفوذها لتقوية نفوذ الشيعة في العراق حتي تضمن ولائهم لها.
في ختام الدراسة نري إيران ومدي سيطرتها علي ربوع العراق مستخدمة في ذلك طائفة الشيعة وعن طريق السيطرة علي العراق بدأت إيران تتسرب الي باقي الوطن العربي وبقوة لتلعب الدور الإقليمي الأكبر في الشرق الأوسط .